# 渡辺格 (ミュージシャン)
渡辺 格（わたなべ いたる、1960年6月27日 - ）は、新潟県出身のギタリスト、作曲家、編曲家。

## 来歴・人物
1980年にギタリストとして、八神純子、斉藤由貴、崎谷健次郎などの国内の様々なアーティストのライヴ、レコーディング、テレビコマーシャル収録に参加している。1990年に作曲家・編曲家として活動を開始し、斉藤由貴「予言」などの作品がある。
キーボーディストの大平勉とは学生時代から30年来の付き合いである。大平の紹介でギタリストの矢吹俊郎と出会い、矢吹が後にプロデュースする奥井雅美のサポートバンドに大平と共に参加していた。奥井バンドでの愛称はいたるくん。現在は、同じく矢吹が音楽プロデュースしている水樹奈々のサポートバンドに大平と共に参加している。水樹バンドでの愛称はイタルヴィッチ。
ライブのリハーサルで、バンドメンバーの中で最も早く譜面が外れることが水樹のライブDVD『NANA MIZUKI LIVE FORMULA at SAITAMA SUPER ARENA』の特典映像である「チェリーボーイズ座談会」で語られている。本人もそれを意識しているようで、度々ブログの話題に上っている。
妻は、ヴォーカリスト・作曲家の菅井えり（2016年12月21日永眠）。年に数回、2人で立ち上げた『erital live』というライブ活動を音楽バーや各所で行っていた。

### キャラクター
愛称は「イタルヴィッチ」。蟹座。A型。趣味は野球、読書、映画鑑賞。
中学時代は野球部で、捕手で主将を務めていた。草野球『246フラワーズ』に所属している。特に大リーグが好きで、野茂英雄、松井秀喜、イチローのファンである。一方、ゴルフにも興味を持っている。
読書はあまりしないが、司馬遼太郎の小説『関ヶ原』がお気に入り。
映画はあまり詳しくないが、『明日に向って撃て!』『黄昏』『クレイマークレイマー』などがお気に入り。好きな女優はメリル・ストリープ、ニコール・キッドマン。
水樹奈々によると、とてもお茶目な性格で得意のオヤジギャグで場を和ませているとのこと。ライブのリハーサル等でもコミカルな動きで笑いを誘ったり、カメラに向かってオヤジギャグを呟いたりするなどムードメーカー的存在である。

### 音楽性
- 相性の合うアーティスト、尊敬する音楽家として崎谷健次郎を挙げている[1][2][3]。

## 音楽活動
事務所はハードキャンディ（ハーフトーン音楽出版内）に所属しており、国内アーティストのバックバンド、菅井えりとのバンド『erital』で活動している。
声優・水樹奈々のライヴ・バンドである「cherry boys」にも参加している。
木梨憲武のユニットあじさいでも活躍していた。現在は「あじさい」は活動していない。

## 主なレコーディング参加アーティスト

### 1980年代
- 桐ヶ谷仁
- 斉藤由貴
- 八神純子
- 庄野真代
- 後藤久美子
- 明石家さんま
- ビートたけし
- CoCo
- 村井博

### 1990年代
- 三浦理恵子
- 永作博美
- 京野ことみ
- 西田ひかる
- 石岡美紀
- 郷ひろみ
- 西城秀樹
- 織田裕二
- 江口洋介
- 崎谷健次郎
- 高島政宏
- 柳ジョージ
- 稲垣潤一
- 片山誠史
- 広瀬香美
- 鈴木祥子
- 奥井雅美
- 西脇唯
- 区麗情
- 山口由子
- 藤重政孝
- 杉真理&須藤薫
- 髙橋真梨子
- 松たか子
- 椎名へきる

### 2000年代
- カントリー娘。に石川梨華
- 谷村新司
- 上原多香子
- As Juvenile Innocence
- Akiko Kimura
- TETSUYA
- 奥華子
- 水樹奈々

### 2010年代
- 吉田拓郎
- 水瀬いのり

## 主なライヴ参加アーティスト

### あ行
- 池田聡
- 井手麻理子
- 稲垣潤一
- 奥井雅美

### か行
- KATSUMI
- 木梨憲武
- 木村佳乃
- 桐ヶ谷仁
- 区麗情

### さ行
- 財津和夫
- 斉藤由貴
- 崎谷健次郎
- 庄野真代
- 杉真理&須藤薫

### た行
- 高島政宏

### な行
- 永作博美
- 西田恭平
- 西村知美
- 西脇唯

### は行
- ピンク・レディー

### ま行
- 水樹奈々
- 森山良子

### や行
- 八神純子
- 安田成美
- 山口由子
- 吉田拓郎

### ら行
- リチャード・カーペンター
- 麗美